# Diplasterias radiata
Diplasterias radiata is een zeester uit de familie Asteriidae.
De wetenschappelijke naam van de soort werd in 1923 gepubliceerd door René Koehler.